# 米托帕
米托帕（德語：Mitropa，Mitteleuropäische Schlaf- und Speisewagen Aktiengesellschaft，Mitropa AG）是一家德国铁路餐车及卧铺运营公司，成立于1916年。该公司在20世纪德国铁路的各个历史时期均有业务开展，2002年公司重新组织后，业务变更为仅为铁路或公路乘客提供食品服务。
公司名称来源于德语“中欧”（Mitteleuropa）一词，其配属车厢为带有公司标志的紫红色涂装。

## 历史
米托帕公司成立于1916年11月24日，时值第一次世界大战，来自德意志帝國和奥匈帝国不同的铁路公司都参与了公司的创建。成立米托帕是为了与战前对手国际卧铺车公司对抗。战后，国际卧铺车公司抢占了德国之外中欧大部分线路的市场，米托帕则占有德国国内以及荷兰、斯堪的纳维亚的铁路市场。战间期公司快速发展，到1940年已拥有750台客车，然而其规模远未能达到国际卧铺车公司的规模。
二战后德国分裂期间，米托帕成为了东德德国国营铁路的餐车经营公司，它是东德社会主义体制下少有的几个保留股份有限公司架构的企业。米托帕的西德部分成立了德国卧铺及餐车公司（DSG），服务于西德的德国联邦铁路。
1990年10月两德统一后，米托帕和DSG仍各自运营直到1994年1月1日，此时德国国营铁路和德国联邦铁路合并为德国铁路。两公司合并为米托帕，这是少有的东德企业名称成为了统一后的公司名称的例子。

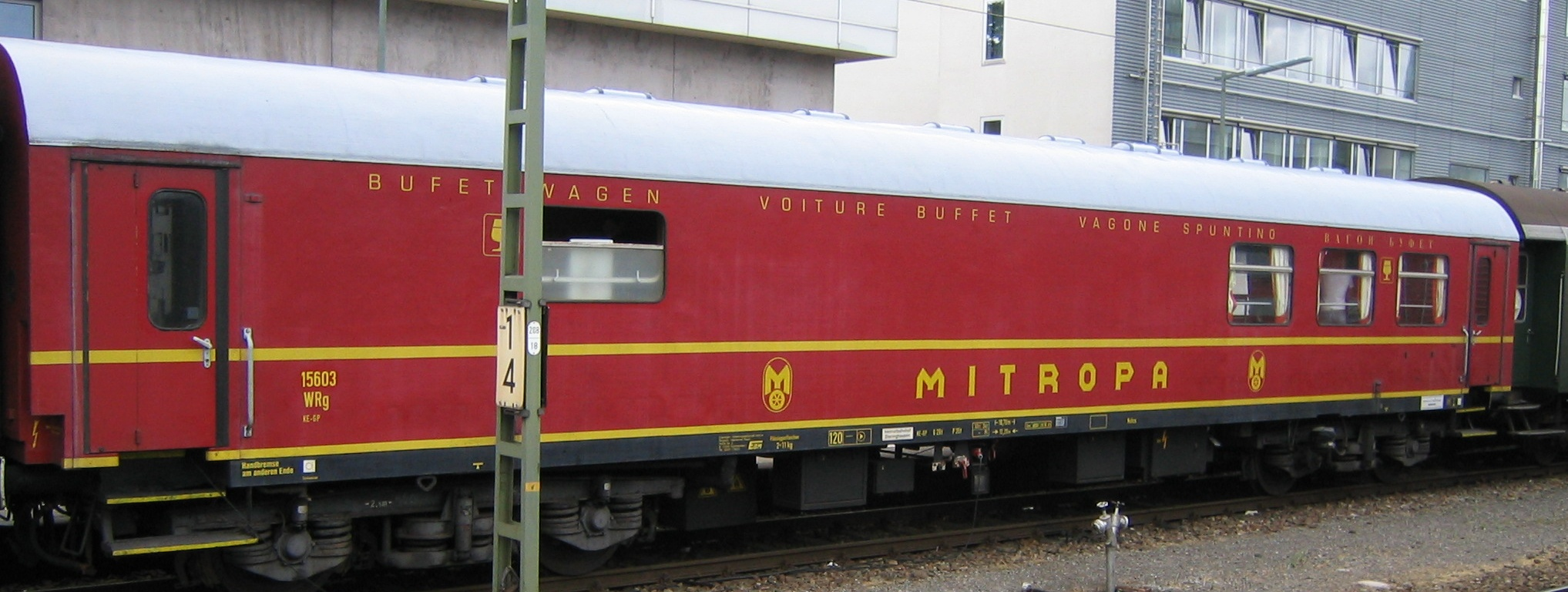
米托帕公司的餐车

## 文化影响
- 影片《大敵當前》中，Erwin König上校乘坐米托帕卧铺车前往斯大林格勒，他发现回程的米托帕卧铺车上满是伤兵。
- 影片《歐洲特快車》的故事基于米托帕公司。
- 影片《再见列宁》中，主人公Alex要他的同事和朋友Denis向母亲撒谎，称自己在米托帕的一家餐厅担任食品采购员。
- 影片《春天里的十七个瞬间》，可看到米托帕的标志。